# Coelioxys boharti
Coelioxys boharti är en biart som beskrevs av Mitchell 1962. Coelioxys boharti ingår i släktet kägelbin, och familjen buksamlarbin. Inga underarter finns listade i Catalogue of Life.